# André Van In
André Van In est un réalisateur de documentaires, né le 25 juin 1949 à Lierre (Belgique), mort à Paris le 27 août 2022.

## Parcours
André Van In étudie de 1968 à 1974, à l'IFC et à Paris VIII, département cinéma. Les films d'André Van In sont plusieurs fois sélectionnés au Cinéma du réel, le festival international de films documentaires du Centre national d'art et de culture Georges-Pompidou. 
André Van In participe également à la création des Ateliers Varan, centre de formation à la réalisation documentaire, où il est formateur depuis 1981. Il y collabore notamment avec Séverin Blanchet et Marie-Claude Treilhou. Il créait divers Ateliers à l'étranger : Mexico en 1982, Telamayu en Bolivie en 1983 et l'Atelier de Johannesburg en 1985, au sein duquel il anime la réalisation de Chroniques sud africaines (1988) et de My vote is my secret (1995). De 2004 à 2014, il anime l’atelier Varan au Viêt Nam. 

## Filmographie

### Réalisateur de documentaires
- 1979 : Quelques nouvelles d’une colonie de malades mentaux à Geel près d'Anvers, coréalisation avec Vincent Blanchet
- 1982 : Dans les bureaux
- 1989 : Histoires de classes
- 1993 : Que faire ?
- 1999 : La Commission de la vérité
- 2002 : La Véritable Histoire du bus 402[4]
- 2004 : Grandir au collège[5]
- 2006 : Bienvenue chez Chris

### Acteur
- 2002 : Un petit cas de conscience de Marie-Claude Treilhou